# 考博什·安德烈
考博什·安德烈（匈牙利語：Kabos Endre，1906年11月5日—1944年11月4日），匈牙利男子击剑运动员。他曾参加1932年和1936年夏季奥运会击剑比赛，共获得3枚金牌和1枚铜牌。他于1986年进入国际犹太人体育名人堂。